# Mafia (juego)

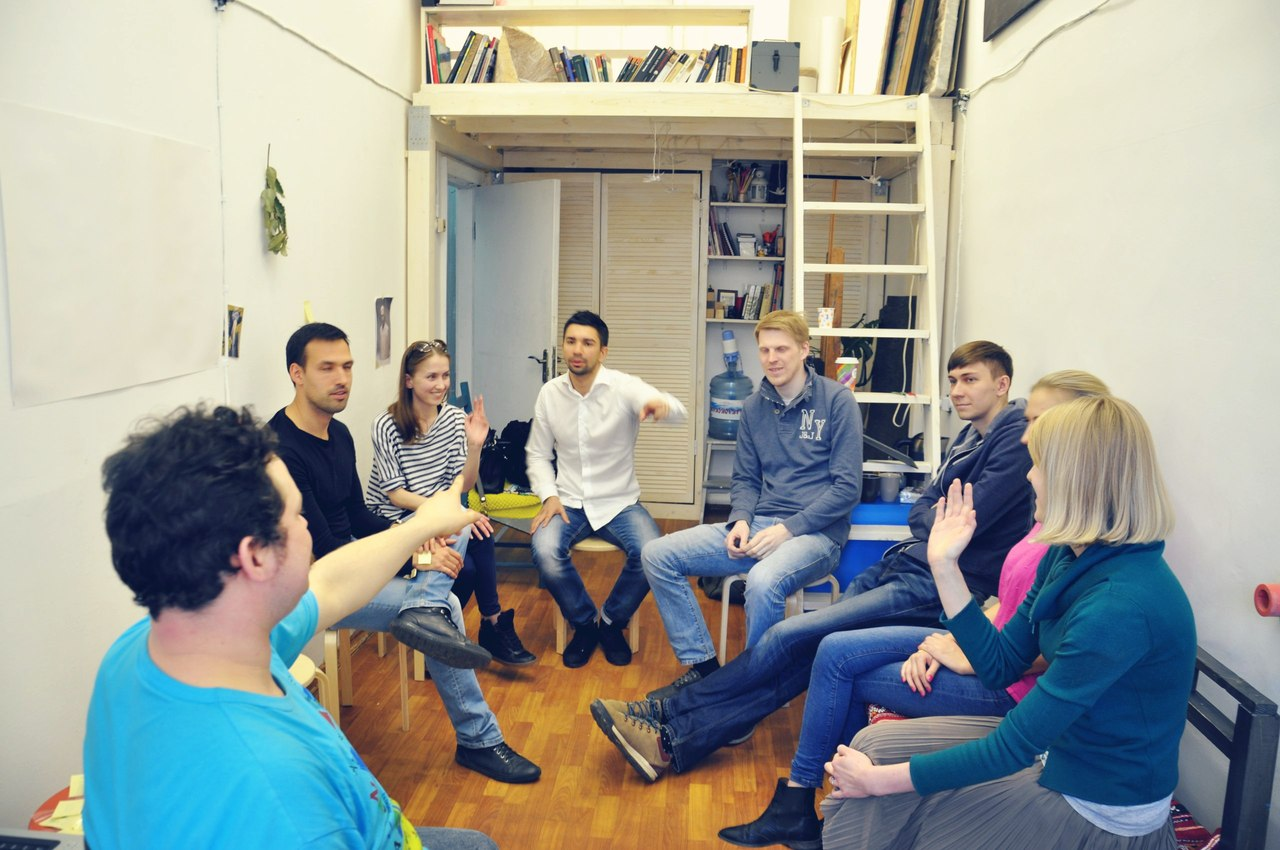
Grupo de participantes de un juego de Mafia

Mafia es un juego que recrea una batalla entre una minoría informada y una mayoría desinformada. Los jugadores tienen «ciudadanos», que solo conocen el número de mafiosos en su contra. Durante la fase nocturna del juego, la Mafia elige un inocente para matarlo. Durante la fase diurna, todos los jugadores debaten la identidad de los mafiosos y votan para matar al mayor sospechoso. Normalmente suelen jugar más de cinco personas, debiendo comenzar siempre más inocentes que mafiosos.

## Historia
Mafia fue creado en la primavera de 1986 por Dimitry Davidoff en el Departamento de Psicología de la Universidad Estatal de Moscú.

## La versión de cartas
Mafia guarda similitudes con el popular juego de cartas (de baraja española) el Ladrón y Policía. En este juego, hay 6 tipos de jugadores, pero solo 4 intervienen con acciones en el juego.

### Personajes
- Los pueblos, pueblerinos o personas son quienes no intervienen con su accionar en el juego, quien le toque las cartas que representan a esta clase, deberán aburrirse; ya que no harán nada más que esperar. (Los representan las cartas número 2,3,4,5,6,7 de cualquier palo)
- El policía es quien tiene la tarea de tratar de averiguar quien es el ladrón para atraparlo.(Lo representa la carta del «Ancho» o «As» de basto o espada)
- La mafia son los cuales tienen que «asesinar» para ganar. (Los representan los números 8,9,10,11 de cualquier palo)
- «El psicópata», quien juega del lado de los ladrones, que cuando el dios pregunta por él no es un ladrón, pero tiene la capacidad de matar a una persona por ronda.
- El narrador es quien relata el partido. (Este jugador no es representado por cartas, solo se decide quien será al azar o de otra forma)
- El médico es quien tratara de salvar vidas y lo representa el «Ancho» o «As» de oro o copa.
- Los novios el narrador los llama una sola vez al comienzo del juego nocturno, son pueblerinos normales pero se aman tanto que si muere uno muere el otro, se representa con los 9 u 8 de oro y copa
- La prostituta selecciona a una persona para acostarse con esta. Si selecciona al policía el narrador le miente; si selecciona al médico a este se le anulan los poderes; si selecciona a los pueblerinos no pasa nada; y si queda un solo mafia y esta lo selecciona, este no mata.
- El vigilante es un policía mejorado que selecciona a una persona por la noche para matar, su objetivo es matar a los mafiosos.
- El Jardinero, cuando el narrador le nombra, señala quien es la mafia y a la hora de los votos debe convencer quien es la mafia sin revelar su identidad.

### El juego
Primero, se decide una persona que será «el narrador», la cual tras ser selecto, repartirá las cartas (mezclándolas) que decidirán qué clase de jugador son los participantes(una por cada participante), cada jugador debe mirar qué carta es, para saber que rol jugará, pero no debe revelar la carta que posee a los demás. Luego, quien hace del narrador anunciará «Se hace de noche en el pueblo». Tras esto, todos cierran sus ojos menos el narrador. Y luego el juego se divide en etapas:
- 1.ª: el narrador anuncia «Abren los ojos la mafia» (o los asesinos). Tras esto, los que les han tocado cartas de mafiosos al repartir (8, 9, 10, 11)deberán -mediante señas- pensar a quien quieren matar; Por ejemplo: un mafioso señala a un jugador, pero otro le niega con la cabeza y señala a otro, tras ponerse de acuerdo todos, eligen a alguno todos y el narrador preguntará: «¿Están seguros?». Dirán que sí con la cabeza o que no depende su decisión. Luego de esto, el narrador anuncia: Los mafiosos cierran sus ojos y termina esta etapa.
- 2.ª: el narrador anuncia «Abre los ojos el policía» (o los). Del mismo modo, el policía deberá señalar a alguien y el narrador preguntará: «¿Está seguro?». Y dirá que sí o que no dependiendo su elección; la cual determinará quien piensa el que es un ladrón por algún motivo o al azar. Luego de elegir a alguien, el narrador preguntará si está seguro de su elección. Y tras la elección del policía, el narrador confirmará o negará (haciendo gestos con la cabeza) si es un asesino.
- 3.ª: el narrador anuncia «Abre los ojos el médico». E igual que los dos casos anteriores, el médico deberá señalar a alguien que piensa que los asesinos matarían por algún motivo, o al azar. Luego de la pregunta de confirmación «¿Está seguro?». El narrador anuncia: «Cierra los ojos el médico». Y concluye la etapa.

Tras estas etapas, el narrador hará un breve relato en el cual contará los hechos sucedidos sin mencionar nombres; se puede hacer humorístico, por ejemplo: «En el pueblo de Villa Verde, un asesino entró a las 12:00 y llenó la boca de plátanos a un ciudadano hasta matarlo». Tras esto, sucederán ciertos eventos según el desenlace, por ejemplo:
- Si el asesino mató a alguien y el médico señaló alguien equivocado, por lo que no la salvó. El narrador anunciará el nombre de la víctima y le pedirá su carta. La cual guardará.
- Si el asesino trató de matar a alguien pero el médico lo salvó, el narrador anunciará que el médico salvó a la víctima sin dar nombres ni de la víctima ni del médico ni de nadie.
- Si a los 2 casos anteriores el policía señaló a alguien y el narrador confirmó que era un mafioso, el narrador anuncia además del intento del asesinato que se descubrió a un asesino o que no (sin dar el nombre del policía ni del mafioso descubierto o no descubierto según el caso)

- 4.ª: Tras esto se abre una nueva etapa; «El Debate»; en esta etapa los jugadores debatirán y expondrán sus sospechas sobre otros jugadores todos juntos, el asesino puede fingir que no lo es, acusando a otro. En esta etapa, quien es policía podría decir «Yo soy el policía, y descubrí a -Jugador-» Diciendo abiertamente quién es y sin mostrar su carta, de este modo, quien no sea policía puede hacerse pasar por policía para lograr matar al que quiere como otra estrategia.
- 5.ª: Luego de «El Debate», el narrador hará una votación sobre a quien piensa que es el asesino, y por ende, irá a la horca, y quien obtenga más votos, morirá, por lo cual morirá sin saberse que clase de jugador era, pero entregando su carta al narrador(sin que nadie la vea).

Tras esto; el proceso vuelve a comenzar como al principio, el juego termina cuando se muere el policía.

## Aclaraciones especiales
- El médico en su etapa (la 3.ª) puede salvarse la vida a sí mismo, por si el asesino o los asesinos lo eligieron a él.
- El número de jugadores puede variar pero hay que buscar equilibrar el número de jugadores de cada clase evitando las ventajas de un bando sobre otro. Se recomienda que el número de mafias o ladrones, no supere el 1/3 de jugadores (descontando al narrador, bruja o juez).
- Tras iniciar una nueva ronda, Dios hará el proceso de nuevo, comenzando con "Se hace de noche...". Pero los jugadores que han muerto en una ronda o rondas anteriores verán todo el proceso pero Dios se asegurara de que no haga trampa depende el caso (por ejemplo, si es un pueblo, se asegurara de que no le diga a otro quien es asesino).
- Igual que el caso anterior, Dios debe cerciorarse de que en cada fase donde toque cerrar los ojos no se espíe, si no el juego carecería de gracia.

## Variaciones
También existe una versión de Mafia con muchos más roles (personajes), que se suele jugar en vivo; de todos modos, hay comunidades que se encargan de llevar a cabo dicho juego vía foro.

## Reglas básicas
Los jugadores se deben poner cómodos de tal manera que todos vean al resto de jugadores.

### Roles
- Mafia
- Inocente (también llamados Ciudadanos o Civiles o Pueblo)
- Policía (o Comisario o Detective o Gobernador)
- Médico (o Doctor)
- Independiente (o Psicópata o Loco)

#### Otros
- Jefe (o Jugador Supremo o Narrador)
- Sargento
- Maníaco
- Padrino
- Hijo del Padrino
- Bombero
- Vigilante
- Verdulero
- Carnicero (o Psicópata)
- Novios
- Acapetero
- Cerdito
- Panadero